# HMS Hannibal (1810)
HMS Hannibal (Корабль Его Величества «Ганнибал») — 74-пушечный линейный корабль третьего ранга. Четвертый корабль Королевского флота, 
названный HMS Hannibal в честь карфагенского полководца Ганнибала. Восьмой линейный корабль типа Fame. Относился к так называемым «обычным 74-пушечным кораблям», нёс на верхней орудийной палубе 18-фунтовые 
пушки. Заложен в декабре 1805 года. Спущен на воду в мае 1810 года на частной верфи Адамса в 
Баклерхарде. Принял участие во многих морских сражениях периода Наполеоновских войн.

## Служба
В начале 1811 года Hannibal, под командованием капитана Эндрю Кинга, стал флагманом контр-адмирала сэра Томаса Уильямса на 
станции в Лиссабоне. В октябре он был отправлен в Северное море, где продолжил службу в качестве флагмана контр-адмирала Филиппа Шарля Дарема во Флиссингене.
26 марта 1814 года Hannibal вместе с 36-пушечным фрегатом Hebrus 16-пушечным шлюпом Sparrow к северо-западу от Иль-де-Франс обнаружили два французских 40-пушечных фрегата Sultane и Etoile, которые возвращались с островов Зеленого Мыса. После того как фрегаты разделились, Hannibal двинулся в погоню за Sultane, а Hebrus и Sparrow отправил в погоню за Etoile. Sultane сдался сразу, как только Hannibal его нагнал, но Etoile оказал упорное сопротивление Hebrus и сдался лишь после двухчасового боя. В этом бою Hebrus потерял 13 человек убитыми и 20 ранеными, Etoile потерял 40 человек убитыми и 73 ранеными.
18 августа 1814 года Hannibal отплыл из Портсмута в Плимут, где был выведен из состава флота и переведен в резерв. Он находился в резерве до августа 1825 года, когда он был вступил в строй для рейдовой службы. Он оставался в строю до декабря 1833 года, когда было принято решение отправить корабль на слом.